# پنجمین دوره بازی‌های اسلامی بانوان
 پنجمین دورهٔ بازیهای بانوان کشورهای اسلامی قرار بود در سال ۲۰۱۰ میلادی در ایران برگزار شود اما به دلایلی لغو شد.